# Crvenocvjetni kesten
Crvenocvjetni kesten (crveni divlji kesten, ružičasti kestenovac; lat. Aesculus × carnea), umjetna hibridna  vrsta kestena nastala spajanjem američkog crvenog kestena (Aesculus pavia) sa običnim divljim kestenom.
To je listopadni grm ili niže stablo, razgranato i guste krošnje, koje naraste od 10 do 25 metara visine. Kora mu je crvenosmeđa, listovi složeni, na dugoj peteljci; cvjetovi svijetlocrveni su skupljeni u guste piramidalne cvatove. Plod je zelenosmeđa kapsula.
Razmnožava se sjemenom i cijepljenjem divljeg kestena. Uzgaja se kao ukrasna biljka, često po drvoredima. Otporan je na niske temperature, do -30°. Sporog je rasta.

## Sinonimi
- Aesculus × floribunda Dippel
- Aesculus × plantierensis André
- Aesculus × rosea Loudon
- Aesculus × rubicunda Loisel.
- Aesculus × rubicunda var. rosea Loudon
- Aesculus × spectabilis Dippel
- Pavia × carnea (Zeyh.) Spach
- Pavia × rubicunda Lodd. ex Dippel
- Pawia × rubicunda (Loisel.) Kuntze

Izvori za sinonime

## Galerija
- A. × carnea, mlado stablo
- A. × carnea, cvjetovi
- A. × carnea, plod
- A. × carnea, listovi